# Polski Kontyngent Wojskowy w Sudanie
Polski Kontyngent Wojskowy w Misji Organizacji Narodów Zjednoczonych w Republice Sudanu – wydzielony komponent Sił Zbrojnych RP, przeznaczony udziału w Misji ONZ w Sudanie w 2005 roku.

## Historia
Po zakończeniu drugiej wojny domowej w Sudanie, zgodnie z rezolucją Rady Bezpieczeństwa ONZ nr 1590 utworzona została Misja ONZ w Sudanie (UNMIS), mająca z zadanie strzec postanowień traktatu pokojowego z Nairobi. Do misji skierowano siły ekspedycyjne ONZ – Wielonarodową Brygadę Szybkiego Rozwinięcia (SHIRBRIG), która wystawiła dowództwo i sztab UNMIS (88 oficerów i personelu wsparcia) i
włoską kompanię dowodzenia i ochrony (220 żołnierzy).
W kwietniu 2004 rząd Marka Belki podjął decyzję o wysłaniu do Sudanu Polskiego Kontyngentu Wojskowego. Zgodnie z postanowieniem Prezydenta RP z 20 kwietnia 2005 w jego skład weszło 4 żołnierzy, służących w okresie od 21 kwietnia do 31 października 2005.
Żołnierze skierowani zostali w ramach współtworzonej przez Polskę brygady SHIRBRIG. Polski kontyngent obsadzał stanowiska w sztabie SHIRBIRG, na czas misji tworzącym Kwaterę Główną UNMIS, rozlokowaną w stolicy Sudanu, Chartumie. Zadania Polaków obejmowały prace sztabowe, czyli polegały przede wszystkim na planowaniu, koordynowaniu i monitorowaniu.
Równolegle z Polskim Kontyngentem Wojskowym służbę w UNMIS pełnili polscy obserwatorzy wojskowi, którzy nie podlegali dowódcy kontyngentu i stanowili personel ekspercki ONZ. W końcowym okresie istnienia UNMIS w siłach służyło 2 polskich obserwatorów.